# أليكسيس كيرتسيس
أليكسيس كيرتسيس (باليونانية: Αλέξης Κυρίτσης)‏ مواليد 18 مايو 1982 في أثينا، هو لاعب كرة سلة يوناني. بدأ مسيرته الاحترافية في سنة 2000. يحمل الرقم 17. يبلغ طوله 6 قدم 6 بوصة (2.0 م). حقق المركز الثاني في كرة السلة في ألعاب البحر الأبيض المتوسط 2009.

## المسيرة الاحترافية
لعب مع نادي أريس لكرة السلة من سنة 2003 إلى 2005، ثم لعب مع نادي إيه إي كي لكرة السلة في موسم 2007–2008، ثم لعب مع نادي باناثينايكوس لكرة السلة في موسم 2011–2012، ثم لعب مع نادي بانيونيس لكرة السلة في موسم 2013–2014.

## الإنجازات

### مع النادي
- كأس اليونان لكرة السلة : (2004، 2012)

### مع المنتخب
- كرة السلة في ألعاب البحر الأبيض المتوسط 2009:  فضية

## روابط خارجية
- أليكسيس كيرتسيس على موقع الدوري الأوروبي لكرة السلة (الإنجليزية)
- أليكسيس كيرتسيس على موقع كرة السلة الأوروبية.كوم (الإنجليزية)
- أليكسيس كيرتسيس على موقع ريلجم (الإنجليزية)
- أليكسيس كيرتسيس على موقع بروبوليرز (الإنجليزية)
- أليكسيس كيرتسيس على موقع سبورتس رفرنس (الإنجليزية)